# Josh Wiggins
Josh Wiggins (nascido em 2 de novembro de 1998) é um ator mais conhecido por seu papel de Jacob Wilson no drama Hellion (2014).

## Início da vida e carreira
Wiggins nasceu em 2 de novembro de 1998, em Houston, Texas, filho de Jennifer e Steve Wiggins. Wiggins tem dois irmãos mais velhos, Jacob e Luke.

## Filmografia

### Cinema
| Ano  | Título            | Papel          | Notas |
| ---- | ----------------- | -------------- | ----- |
| 2014 | Hellion           | Jacob Wilson   |       |
| 2015 | Max               | Justin Wincott |       |
| 2015 | Lost in the Sun   | Louis          |       |
| 2016 | Mean Dreams       | Jonas Ford     |       |
| 2017 | Walking Out       | David          |       |
| 2017 | The Bachelors     | Wes            |       |
| 2018 | Giant Little Ones | Franky Winter  |       |
| 2019 | Light From Light  | Owen           |       |
| 2020 | Greyhound         | Talker #1      |       |
| 2020 | I Used to Go Here | Hugo           |       |
| 2022 | Apollo 10½        | Steve          |       |
| 2024 | Armor             | Casey Brody    |       |